# Rioja (Almería)
Rioja es una localidad y municipio español de la provincia de Almería, en la comunidad autónoma de Andalucía. Se encuentra situado a una altitud de 130 metros y a 13 kilómetros de la capital de provincia, Almería. Cuenta con una población de 1589 habitantes (INE 2024).

## Toponimia
Según un estudio del historiador almeriense José A. Tapia —citado íntegramente por el investigador Merino Urrutia en uno de sus trabajos realizado en 1968—, el motivo por el que el municipio de esta provincia lleva el nombre Rioja es que en el momento de la conquista cristiana del Reino de Granada algunos topónimos locales en lengua árabe se sustituyeron por otros en castellano debido a lo difícil que resultaba su pronunciación para los nuevos pobladores. De esta manera, el propietario cristiano que se asienta en estas tierras a partir del año 1500 otorgaría el nombre actual al pueblo. Los documentos estudiados por Tapia más antiguos en los que se hace referencia a esta localidad proceden del siglo XVI, nombrándose a veces como Pago de Rioja. Así pues, en uno de ellos fechado en el año 1530 se cita a un tal «Francisco de Logroño en el pago de Rioja», que era maestro de la catedral de Almería y tenente de fincas en el pago. Sería este Francisco natural de Logroño o un familiar suyo quien, por nostalgia de su tierra de nacimiento, otorgara a la localidad el nombre de su región de procedencia. El cercano topónimo de Baños de Alfaro, también riojano, podría tener el mismo origen. 
Esta teoría cobra fuerza al saber que cerca de Rioja existe un topónimo también riojano denominado Baños de Alfaro. Asimismo también existe un cortijo con este nombre en Cuevas de Almanzora.

## Geografía física

### Ubicación
Situada en uno de los valles del río Andarax, el término municipal de Rioja tiene una extensión de 36,38 km², con un perímetro de 26 020 metros. Se encuentra a una distancia de la capital provincial de 13,6 km, y su ayuntamiento se erige a 130 m s. n. m. La altura media del municipio es de 380 metros, mientras que la cota máxima la alcanza en el Collado del Aljibe, con 1160 metros, en Sierra Alhamilla, en el punto donde la linde municipal se encuentra con las de Tabernas y Pechina. Destaca también por su prominencia cerro Alfaro, con 744 metros de altitud.
| Noroeste: Gádor | Norte: Tabernas | Nordeste: Tabernas |
| Oeste: Gádor    |                 | Este: Pechina      |
| Suroeste: Gádor | Sur: Benahadux  | Sureste: Pechina   |

### Riesgos naturales
El municipio de Rioja todavía no cuenta con un PTEL que cumpla con la Ley 5/2010 sobre autonomía local.

## Naturaleza

### Geología
Las zonas más bajas de Rioja forman parte de una gran cuenca sedimentaria originada durante el Plioceno. Dados los repetidos cambios del clima durante el Cuaternario, la línea de costa fue sufriendo una variación constante, siempre acercándose a la actual, dejando tras de sí unas tierras emergidas que hoy forman parte del valle del río Andarax. Las cotas medias forman parte del complejo alpujárride, mientras que los picos más altos constituyen una porción del complejo nevado-filábride.

## Historia
El área circundante a Rioja ha estado poblada desde, al menos, el calcolítico, siendo habitada por la cultura arqueológica de Los Millares, en yacimientos encontrados en el Cerro de la Chinchilla y el Cerro el Fuerte. Más recientes son los restos de cerámicas encontrados que han sido fechados en el Imperio Romano. Tras esta historia antigua, se puede citar la época musulmana como el periodo de mayor esplendor de Rioja, que se vio detenido tras la llegada cristiana hacia el año 1489.
Durante el siglo XIX, la economía experimentó un gran empuje gracias a la uva de Ohanes, cuyo cultivo e industria auxiliar dieron pie a la llegada de nuevos habitantes y la construcción de numerosas viviendas burguesas, además del puente de Rioja, que facilitaría las comunicaciones con el resto de España. El alumbrado público llegó a las calles de la localidad en 1925. Durante la Primera República llegaron numerosos avances en Rioja, cuyos trabajadores fueron los primeros del Bajo Andarax en negociar salarios dignos, y recibiendo la pedanía de Marraque su primera escuela. Posteriormente, tras la guerra civil española, un total de 142 personas de Rioja fueron represaliadas por el bando sublevado.

## Geografía humana

### Organización territorial
Además de la cabecera municipal, Rioja cuenta también con otras dos entidades de población según el nomenclátor publicado por el Instituto Nacional de Estadística: Abriojal y Marraque.

### Demografía
Cuenta con una población de 1589 habitantes (INE 2024).
| Gráfica de evolución demográfica de Rioja entre 1842 y 2021                                                           |
| |
| Población de derecho según los censos de población del INE. Población de hecho según los censos de población del INE. |

### Comunicaciones
La vía principal de Rioja es la N-340a, que la comunica con toda la costa mediterránea peninsular. También tiene un acceso muy sencillo a la A-92, que enlaza con el interior de Andalucía y del país.

#### Transporte público
Rioja se encuentra comunicada por transporte público con la línea M-105 del Consorcio de Transporte Metropolitano del Área de Almería. El municipio carece de estación ferroviaria, siendo la más cercana con servicio la de Gádor; el aeropuerto más próximo es el de Almería.

### Economía
La economía de Rioja se sustenta principalmente en el sector primario, especialmente en la agricultura, dedicando la mayor parte de la tierra cultivable al naranjo, aunque en menor proporción también se cultiva el olivo y el pimiento.

#### Evolución de la deuda viva municipal
| Gráfica de evolución de Deuda viva del Ayuntamiento de Rioja entre 2008 y 2019                                |
| |
| Deuda viva del Ayuntamiento de Rioja en miles de Euros según datos del Ministerio de Hacienda y Ad. Públicas. |

## Política
Los resultados en Rioja de las últimas elecciones municipales, celebradas en mayo de 2023, son:

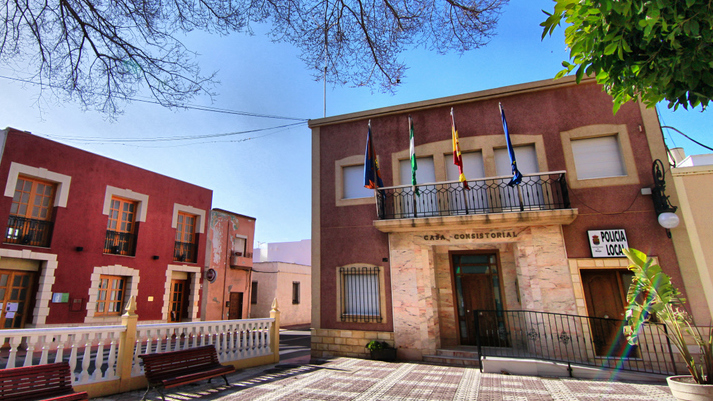
Casa Consistorial de Rioja

| Elecciones Municipales - Rioja (2023) | Elecciones Municipales - Rioja (2023) | Elecciones Municipales - Rioja (2023) | Elecciones Municipales - Rioja (2023) | Elecciones Municipales - Rioja (2023) |
| Partido político                      | Partido político                      | Votos                                 | %Válidos                              | Concejales                            |
| ------------------------------------- | ------------------------------------- | ------------------------------------- | ------------------------------------- | ------------------------------------- |
|                                       | PP                                    | 350                                   | 36,88                                 | 3                                     |
|                                       | PSOE                                  | 316                                   | 32,85                                 | 3                                     |
|                                       | Con Andalucía                         | 281                                   | 29,21                                 | 3                                     |

### Alcaldes
| Legislatura | Nombre                     | Partido Político       |
| ----------- | -------------------------- | ---------------------- |
| 1979-1983   | José Rosales García        | PCE                    |
| 1983-1987   | Manuel Puertas Aguilar     | PSOE                   |
| 1987-1991   | Antonio Cazorla Artero     | PSOE                   |
| 1991-1995   | Antonio Cazorla Artero     | PSOE                   |
| 1995-1999   | Antonio Cazorla Artero     | PSOE                   |
| 1999-2003   | María Isabel Sánchez Siles | IULV-CA                |
| 2003-2007   | María Isabel Sánchez Siles | Asamblea de Izquierdas |
| 2007-2011   | María Isabel Sánchez Siles | Asamblea de Izquierdas |
| 2011-2015   | María Isabel Sánchez Siles | IULV-CA                |
| 2015-2019   | María Isabel Sánchez Siles | IULV-CA                |
| 2019-2023   | Manuel Juárez Fernández    | PSOE                   |
| 2023-act.   | Olga González Jurado       | PP                     |

## Símbolos
Rioja consiguió una autorización por parte de la Junta de Andalucía para adoptar sus símbolos el 13 de diciembre de 1999, pero no ejerció ese derecho hasta abril de 2007. El municipio cuenta con un escudo y bandera adoptados de manera oficial.

### Escudo
Su descripción heráldica es la siguiente:

Escudo cortado. Primero, de oro, un chorro de agua de azur que se parte en dos mitades chorreando, acompañado en la diestra y la siniestra de sendos naranjos arrancados, de sinople, frutados de oro, segundo, de azur, sobre ondas de plata y azur, un puente de oro, de cuatro ojos, mazonado de sable, al timbre, corona real cerrada. 

### Bandera
La enseña del municipio tiene la siguiente descripción:

Bandera de proporciones 1:1,5, formada por tres franjas horizontales: azul, naranja y azul, siendo la naranja de doble anchura que cada una de las azules, cargado en el centro, sobre la franja naranja, el escudo municipal en el que los metales oro y plata se sustituyen por el amarillo y el blanco respectivamente.

## Servicios públicos

### Educación
El municipio cuenta con un colegio público, el CEIP Antonio Devalque, que ofrece enseñanza hasta los 14 años, debiendo los alumnos desplazarse luego hasta el IES Aurantia, de Benahadux, para continuar con su educación obligatoria.

### Sanidad
El municipio cuenta con un consultorio, dependiente del Hospital Universitario Torrecárdenas, que da servicio de lunes a viernes.

## Cultura

### Patrimonio civil
- Baños de Alfaro

### Patrimonio religioso
- Iglesia Parroquial de la Virgen del Rosario: siglo XVII
- Ermita de la Virgen del Valle
- Ermita de ánimas
- Camino de Santiago Mozárabe, un tramo discurre por Rioja

### Yacimientos arqueológicos
El Cerro del Fuerte. Asentamiento amurallado que poseía crisoles para fundir metales de la época prehistórica. Restos de cerámica de origen romano.

### Gastronomía
- Hornazo: es una especie de bollo dulce con un huevo en el medio. Los riojeños, tal y como dice la tradición, suelen comerlo alrededor del 16 de febrero, el jueves lardero (fiesta campestre cuya fecha varía en función del calendario religioso).
- Acelgas esparragás
- Gurullos
- Migas de Almería
- Talvina

## En las artes y la cultura popular
El auge del spaghetti western atrayó a multitud de cineastas al entorno de Rioja para los rodajes de películas del género a partir de los años 1960.